# Korneli Szlegel
Korneli Szlegel (czasem zapisywany jako Szlegiel, Szlegl lub Schlegel, ur. 1819 w Stanisławowie, zm. 1870 we Lwowie) – polski malarz pejzażysta i krytyk artystyczny, przedstawiciel szkoły monachijskiej.

## Życiorys
Malarstwo studiował u Karola Schweikarta we Lwowie, naukę kontynuował w Akademii Sztuk Pięknych w Wiedniu od 1836. Potem odbył podróże studyjne po Europie: w latach 1839–1840 do Czech i Monachium (w styczniu 1842 zgłosił się do Akademii Sztuk Pięknych w Monachium – klasa: Malerei), gdzie był uczniem Juliusa Schnorra von Carolsfelda i Wilhelma von Kaulbacha, a także do Rzymu (1844–1845) i innych miast włoskich oraz do Paryża, Londynu, Kopenhagi i do Grecji. Powrócił do Lwowa w 1847, w 1851 podróżował do Mołdawii, Wołoszczyzny i po Rusi. 
Malował też sceny historyczne i rodzajowe, a także wiele portretów (w tym miniatur) – wykonanych według wzorów niemieckich – arystokracji i bogatych mieszczan. Malował też kopie obrazów dawnych mistrzów.

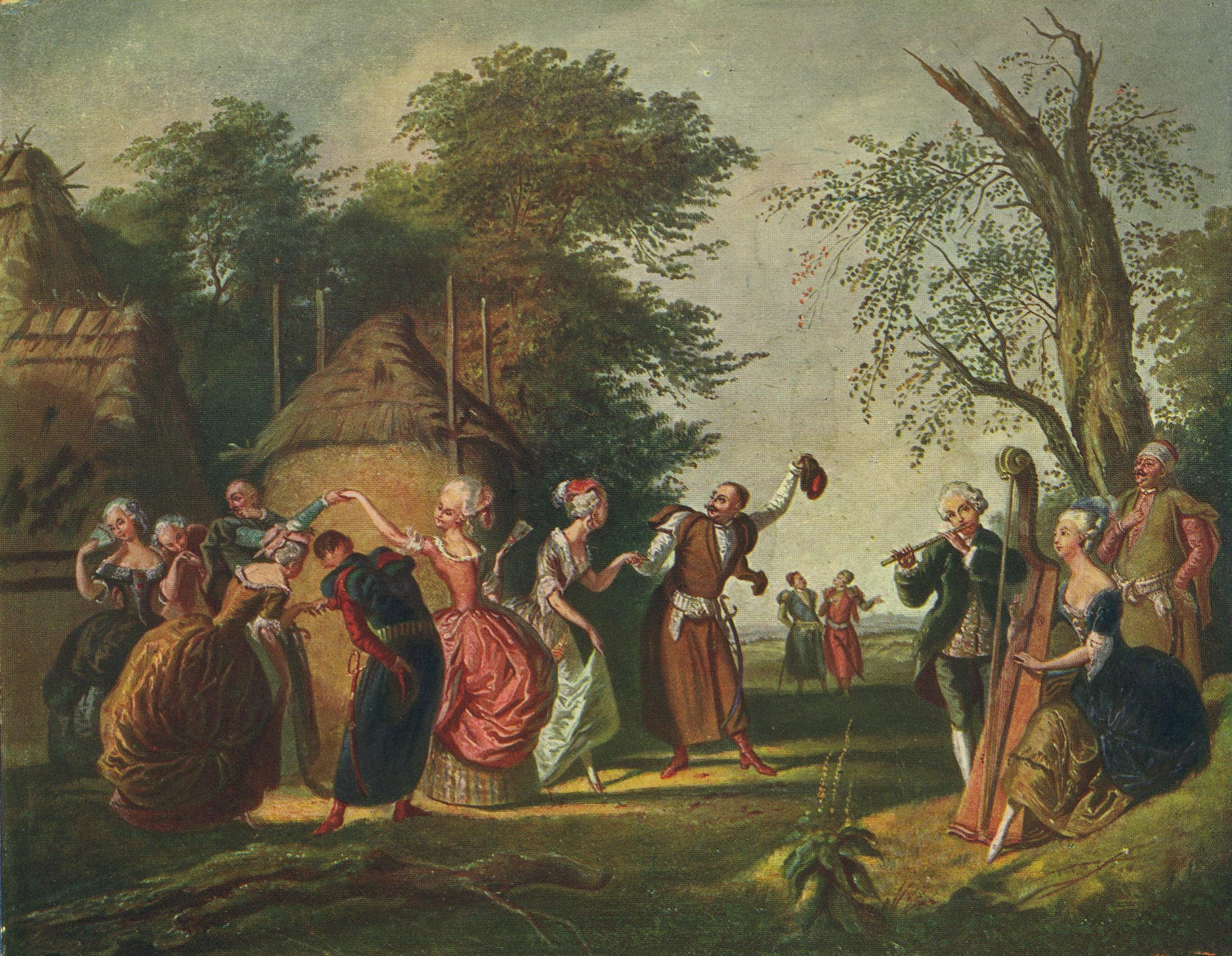
Korneli Szlegel, Polonez pod gołym niebem